# Hadena boliviana
Hadena boliviana är en fjärilsart som beskrevs av Köhler 1968. Hadena boliviana ingår i släktet Hadena och familjen nattflyn. Inga underarter finns listade i Catalogue of Life.